# چیمینو (شهرستان سووپسک)
چیمینو (به لهستانی:  Ciemino) یک روستا در لهستان است که در گمینا گوووچتسه واقع شده‌است. چیمینو ۲۰۶ نفر جمعیت دارد.